# Route nationale 5 (Madagascar)
Pour les articles homonymes, voir Route nationale 5.
La Route nationale 5 est une route nationale de Madagascar reliant les villes suivantes : Maroantsetra, Mananara Avaratra, Soanierana Ivongo, Fenoarivo Atsinanana, Mahavelona et Toamasina.

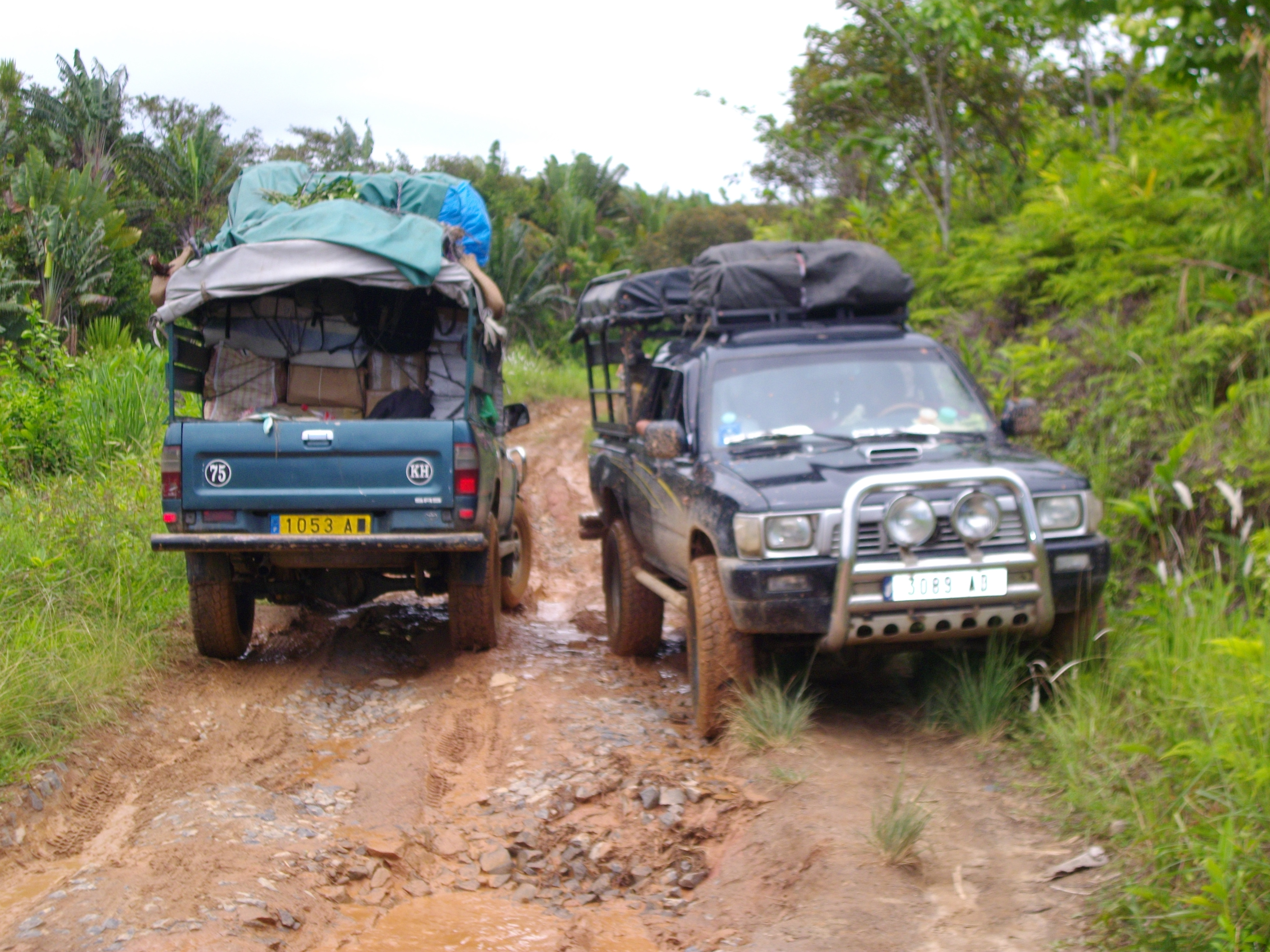
Deux 4x4 qui se croisent sur la RN5.

Elle fait partie des routes les plus difficiles à emprunter du pays, et même du monde. Seul le tronçon sud entre Soanierana Ivongo et Toamasina (165 km) est asphalté. Le reste du parcours forme une piste très détériorée par les pluies, formant des ornières et des flaques très profondes. Parcourir la RN5 nécessite l'emploi d'un véhicule tout-terrain conduit par un chauffeur expérimenté. La plupart des locaux l'empruntent en moto.
Le temps de parcours entre Tamatave (Toamasina) et Maroantsetra en moto est estimé à 15h, car il faut traverser de nombreuses rivières à l'aide de bacs. Cependant de nombreux ponts ont récemment été construits entre Maroantsetra et Rantabe, réduisant significativement le temps de parcours.
Malgré tout la RN5 représente une véritable route carte postale longeant la côte Est du pays.
Est elle empruntée dans l'épisode 40, La chasse au trésor de The Grand Tour (émission de télévision).